# Історія Північної Америки

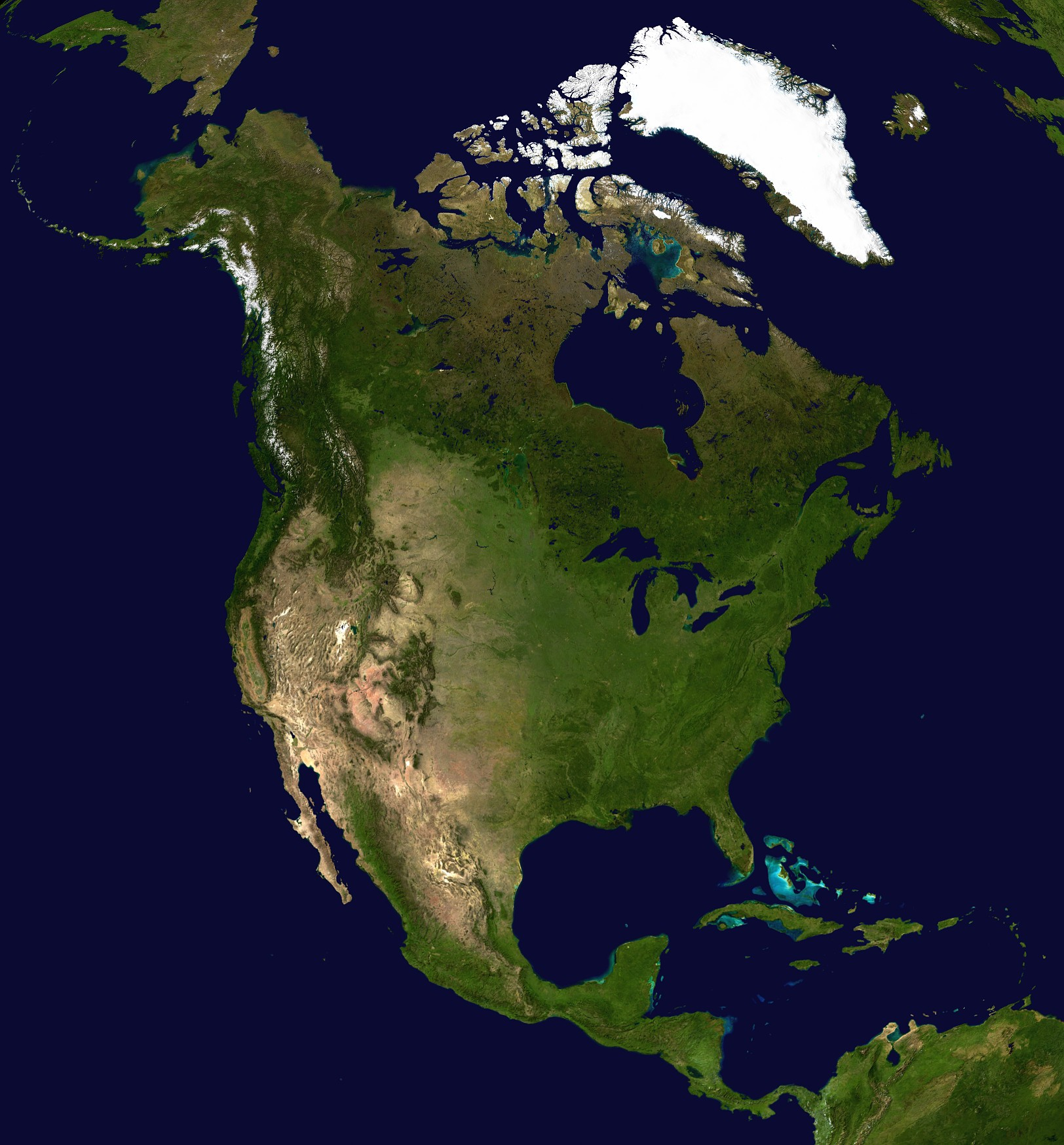
Північна Америка

Історія Північної Америки охоплює останні події щодо людей, які населяють континент Північна Америка. Донедавна була дуже поширеною думка, що континент вперше став середовищем проживання людини, коли вони мігрували через Берингове море від 40 000 до 17 000 років тому, але недавні відкриття, можливо, відсунули ці оцінки, принаймні ще 90 000 років тому. Поза тим, мігранти оселилися у багатьох місцях на континенті, від ескімосів Крайньої Півночі до Майя і ацтеків у південній частині. Ці ізольовані громади розробили власні унікальні способи життя та культури, але їх взаємодія одна з одною, була обмеженою порівняно з розлогою торгівлею та конфліктами цивілізацій, які відбувалися через Атлантику — в Європі та Азії.
Відомості про подорожі європейців в Північну Америку, починаються від норвежців в десятому столітті нашої ери. 985 року вони заснували поселення в Гренландії (часто не враховуваній частині Північної Америки), що зберігалося до початку 1400-х років. Вони також дослідили східне узбережжя Канади, але їх поселення були набагато меншими й на менший час. З Доби великих географічних відкриттів і подорожі Христофора Колумба в  1492 році, європейці почали прибувати до Америки у великих кількостях і поширювати колоніальні прагнення стосовно Північної та Південної Америки. Колумбове «відкриття» Америки — це суперечливий термін, оскільки на момент прибуття Колумба в Америці вже були території, густо населені корінними народами Америки, з яких склалися самобутні цивілізації з їх власними традиціями. Після відкриття Колумба, європейці незабаром почали прибувати у великих кількостях і згодом переважили корінне населення. Північна Америка стала майданом для постійного Європейського суперництва. Континент був поділений на три зони впливу провідних на той час, європейських держав: Англії, Франції, й Іспанії. Вплив колонізації цих держав на Північно-Американські культури, все ще відчувається до сьогодні.
Конфлікти через ресурси в Північній Америці переросли в різні війни між цими державами, але, поступово, в нових європейських колоніях, розвинулося прагнення до незалежності. Революції, такі, як Американська революція і Мексиканська війна за незалежність, створили нові незалежні держави, які почали домінувати в Північній Америці. Канадська конфедерація утворена 1867 року, обумовила сучасний політичний ландшафт Північної Америки.

Панування над Північною Америкою, з боку неамериканських націй (1750—2008)

З 19 по 21 століття, Північно-Американські Штати розвинули більш глибокі зв'язки один з одним. Хоча деякі суперечки, ще виникали на континенті, більша частина насолоджувалася миром і загальним співробітництвом між державами, а також зовнішньою торгівлею та торгівлею між собою. Сучасні події — охоплюють: прийняття угоди про вільну торгівлю, та проблеми в цих регіонах — велику імміграцію з Мексики та Латинської Америки, і торгівлю наркотиками.
Особливості палеоіндіанської міграції всією Америкою, в тому числі точні дати й маршрути подорожей, є предметом постійних досліджень та суперечок. Протягом багатьох років, традиційні теорії говорили про те, що ці ранні мігранти перейшли на континент за допомогою Берингового сухопутного мосту між Східним Сибіром і сучасною Аляскою близько 40 000...17 000 років тому, коли рівень моря був значно знижений за рахунок четвертинного зледеніння. Ці люди, як вважається, гнали стада нині вимерлих тварин плейстоценової мегафауни, вздовж коридорів, які не замерзали та тягнулися між Laurentide і льодовиками. Інший запропонований маршрут — ніби люди йшли пішки або пересувалися з допомогою примітивних човнів — вони мігрували уздовж тихоокеанського узбережжя Південної Америки. Доказом останнього, так би мовити, були місцини що тепер покриті підвищенням рівня моря, на сотні метрів після останнього льодовикового періоду.

Розселення народів з Африки

Археологи стверджують, що Палео-індіанська міграція з Берингії (Східна Аляска), датується проміжком від 40 000 до близько 16 500 років тому. Цей відтинок часу, є гарячим джерелом суперечок, які обіцяють продовжуватися як такі, на довгі роки. З небагатьох домовленостей, досягнутих на сьогодні — це походження людей з Центральної Азії, котрі прибули в Америку в кінці останнього льодовикового періоду, або, точніше, що відомо як кінець льодовикового максимуму, близько 16 000...13 000 років до н. е. Однак старі альтернативні теорії існують, в тому числі й міграція з Європи.
Кам'яні знаряддя, зокрема, приладдя для окулярів і скребки, є основним свідченням ранньої людської діяльності в Америці. Створені людьми кам'яні плющильні інструменти, використовуються археологами та антропологами для класифікації культурних періодів. Існують наукові докази, подібності корінних американців з азійськими народами, зокрема Східно-Сибірським населенням. Корінні народи Америки, пов'язано з Північно-Азійським населенням мовними діалектами, розподілом груп крові, і генетичним складом як відображенням молекулярних даних, таких як ДНК. 8,000 до н. е....7,000 до н. е. (10,000...9,000 років тому) клімат усталився, що призвело до зростання населення і досягнення кам'яних технологій, внаслідок чого розвинувся більш сидячий спосіб життя.